# 黑眉錦蛇
黑眉錦蛇（学名：Elaphe taeniurus）是游蛇科錦蛇屬的其中一種。分布于朝鲜、越南、老挝、缅甸、印度、台湾以及中國等地，一般生活于平原丘陵及山区以及常栖居于房屋及其附近。其生存的海拔上限为3000米。该物种的模式产地在浙江宁波、泰国。

## 解剖學
黑眉曙蛇長2米以上。全身佈滿黃色和黑色的花紋，頭部有一道明顯的黑色過眼綫，類似黑色的眉毛，因此被稱作「黑眉曙蛇」。

## 行為學
日行性蛇類，但在夜晚也會出來活動。無毒，性情溫和，以老鼠、小型鳥類、蛋為主食。

## 分類學
本物種隸屬游蛇科錦蛇屬（Elaphe）。本種曾被分入「曙蛇屬」（Orthriophis），現在因曙蛇屬并入錦蛇屬而又改回錦蛇屬內。该物種共有9種亞種：
- E. t. callicyanous 泰北亞種
- E. t. friesei 臺灣亞種 (Werner, 1926)[3][4]
- E. t. grabowskyi 印尼亞種
- E. t. mocquardi 華南亞種
- E. t. ridleyi 馬來西亞洞穴亞種
- E. t. schmackeri 先島亞種
- E. t. taeniurus 指名亞種
- E. t. vaillanti 越南亞種
- E. t. yunnanensis 雲南亞種

## 保护
本种于2023年被收录入《有重要生态、科学、社会价值的陆生野生动物名录》。